# Mohamed Remaoun
Pour les articles homonymes, voir Remaoun.
Mohamed Remaoun (1833-1919) est un mystique, poète et musicien algérien originaire de Nedroma (région de Tlemcen).

## Biographie
Cheikh Mohamed Remaoun, né en 1833 à Nedroma, est un grand poète qui s'est distingué par la qualité et la beauté de ses vers qui lui ont valu le mérite d'être chantés par plusieurs grands artistes nationaux tels El Hadj Mohamed El Ghaffour.
Il est l'auteur de la qacida El Qahoua ouel Atay, Hadri et bedoui (« le campagnard et le citadin ») et Ya laymeni.